# Norsk Hydro

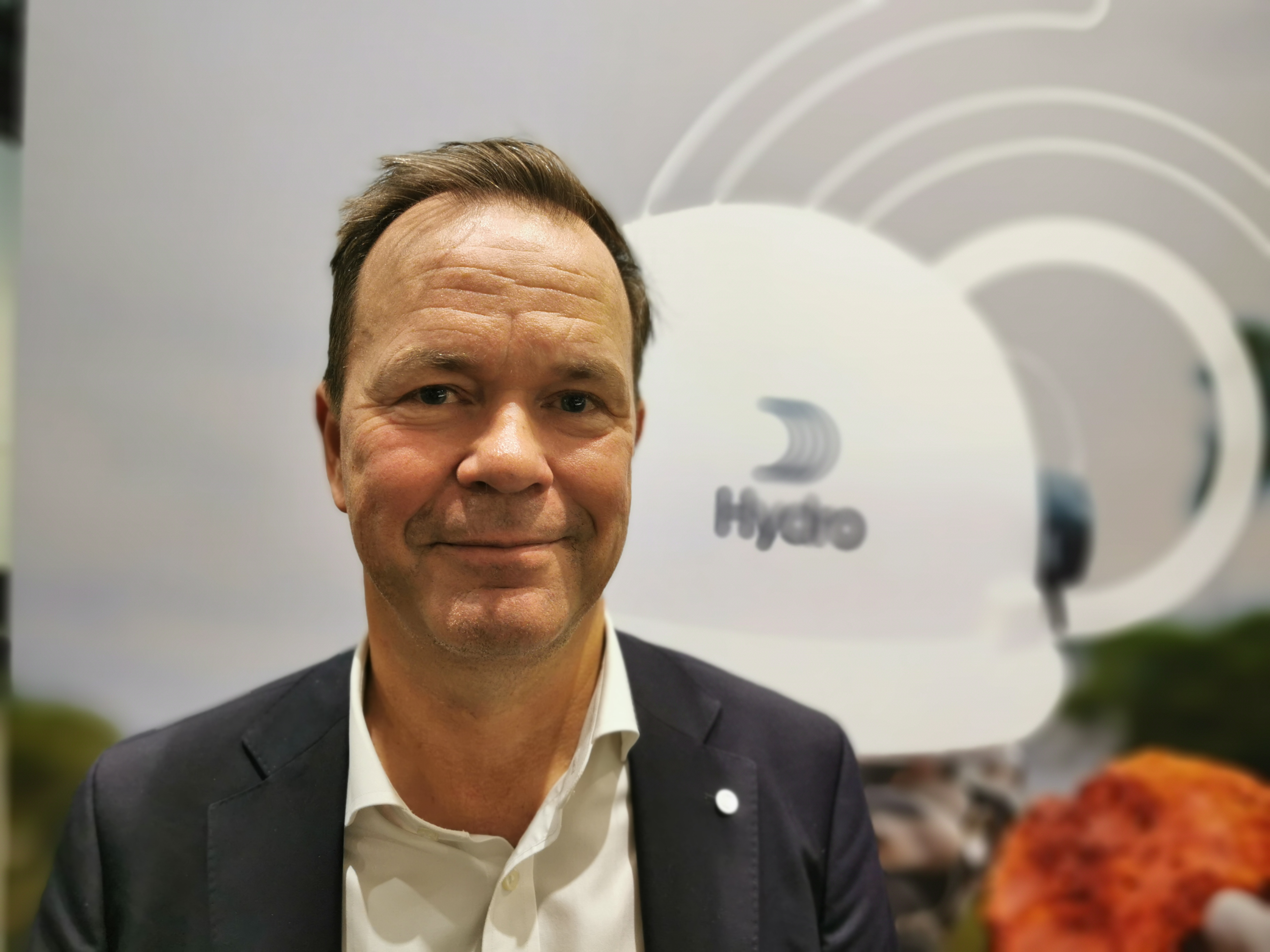
Eivind Kallevik at ALUMINUM 2024

Norsk Hydro ASA — норвезька нафтогазова і металургійна компанія. Штаб-квартира — в Осло.
Заснована Самюелем Ейде у 1905 році під назвою Norsk hydro-elektrisk Kvælstofaktieselskab.

## Власники і управління
Основні акціонери Norsk Hydro: уряд Норвегії (43,8 %), Morgan Guaranty Trust Co of NY (5,2 %), 4,5 % акцій перебуває на балансі компанії. Капіталізація на біржі в Осло на 18 грудня 2006 — $38,16 млрд.
У грудні 2006 ради директорів компаній Norsk Hydro і Statoil прийняли рішення про об'єднання своїх нафтогазових активів. 1 жовтня 2007 оборудку з об'єднання було завершено і нова компанія отримала назву — StatoilHydro. Акціонери Statoil отримали 67,3 % в об'єднаній компанії, власники паперів Norsk Hydro — 32,7 %. Найбільшим співвласником нової компанії став уряд Норвегії, котрий отримав близько 62,5 % акцій. Керівником об'єднаної компанії став глава Statoil Гельґе Лунд, а головою ради директорів — глава Hydro Ейвінд Рейтен.
Головний розпорядник — Svein Richard Brandtzæg.

## Діяльність

### Алюміній

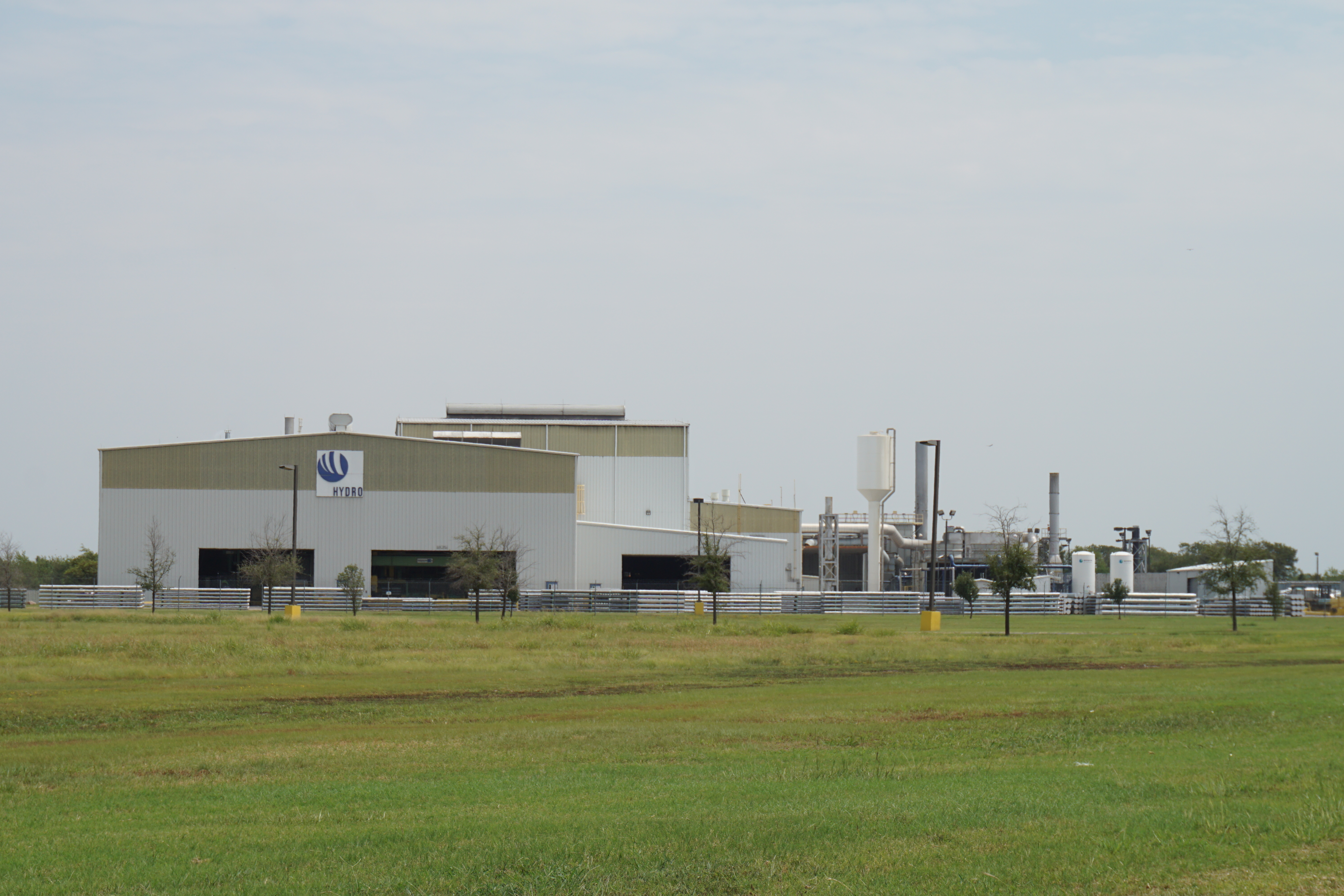
Алюмінієвий завод Hydro в Коммерсі (Техас)

Hydro — одна з найбільших алюмінієвих компаній у світі. У Норвегії Hydro має заводи в Р'юкані, Рауфоссі, Веннеслі, Кармьої, Хьойангері, Ордалі, Хуснесі, Сунндалсьорі і Холместрані. Корпорація також має багато заводів за кордоном, зокрема в Німеччині і Бразилії.
У 2010 році Hydro і Qatar Petroleum відкрили 50/50 спільне підприємство Qatalum, розташоване в Катарі. Це був найбільший алюмінієвий завод у світі, запущений за один раз. Його річна потужність у вересні 2011 року становила 585,000 метричних тонн первинного алюмінію, відправлених як ливарну продукцію. Щоб забезпечити стабільну подачу електроенергії, також побудували газову електростанцію потужністю 1350 МВт.
У 2010 році Hydro придбала активи міжнародної гірничо-металургійної компанії Vale з виробництва бразильських бокситів, глинозему та алюмінію.
У вересні 2013 року Hydro об'єднала своє виробництво з алюмінієвого штампування із Sapa, яка є спільним (50/50) підприємством між Hydro та норвезькою компанією Orkla. У Sapa Group зі штаб-квартирою в Осло працює 23 000 співробітників по всьому світу.
У жовтні 2017 року Hydro придбала 50 % акцій компанії Sapa, які належали Sapa. Sapa стала новим напрямком діяльності Hydro. Узгоджена вартість 100 % підприємства Sapa — 27 млрд норвезьких крон.

### Енергія
Hydro є одним з найбільших виробників гідроелектричної енергії в Норвегії.
Для забезпечення електроенергії для свого алюмінієвого виробництва Hydro підписала угоду про купівлю електроенергії з вітропарком Fosen Vind, який планується ввести в експлуатацію у 2020 році. Відповідно до цієї угоди Fosen Vind постачатиме близько 0,6 млрд кВт·год у 2020 році, близько 1.0 млрд кВт·год щороку від 2021—2035 і 0,7 млрд кВт·год щороку від 2036—2039, в цілому близько 18 млрд кВт·год протягом 20-річного періоду.

### Hydro Agri
Хоча Hydro починала як виробник добрив і сільськогосподарської продукції і протягом тривалого часу була одним великих підприємств цього напрямку, сільськогосподарський відділ було у 2004 році виділено в самостійну компанію Yara International, яка є в переліку фондової біржі Осло.